# Notacja strzałkowa
Notacja strzałkowa Knutha – metoda zapisywania bardzo dużych liczb wprowadzona przez amerykańskiego matematyka Donalda Knutha w 1976. Podstawowa idea tej metody jest oparta na iterowanym potęgowaniu, w sposób podobny do tego jak potęgowanie jest iterowanym mnożeniem, mnożenie jest iterowanym dodawaniem, a dodawanie jest iterowaną inkrementacją.
Celem tej notacji było zapisanie bardzo dużych liczb, których nawet zapisanie w postaci wykładniczej było trudne lub praktycznie niemożliwe do wykonania. Tempo wzrostu w szybko rosnącej hierarchii wynosi {\displaystyle f_{\omega }(n).}

## Definicja
Z potęgowaniem jako podstawą:
{\displaystyle a\uparrow ^{n}b=\left\{{\begin{array}{l}a^{b}&{\mbox{dla }}n=1\\1&{\mbox{dla }}n>1\ {\mbox{i }}\ b=0\\a\uparrow ^{n-1}(a\uparrow ^{n}(b-1))&{\mbox{inaczej}}\end{array}}\right.}
dla wszystkich liczb całkowitych {\displaystyle a,b,n} z {\displaystyle a\geqslant 0,n\geqslant 1,b\geqslant 0.}
Dodatkowo w sekcji Inne przykłady wykazano, że:
{\displaystyle a\uparrow ^{n}1=a}
Z mnożeniem jako podstawą:
{\displaystyle a\uparrow ^{n}b=\left\{{\begin{array}{l}a*b&{\mbox{dla }}n=0\\1&{\mbox{dla }}n\geqslant 1\ {\mbox{i }}\ b=0\\a\uparrow ^{n-1}(a\uparrow ^{n}(b-1))&{\mbox{inaczej}}\end{array}}\right.}
dla wszystkich nieujemnych liczb całkowitych {\displaystyle a,b,n.}
Dla {\displaystyle n=1} otrzymamy zwykłe potęgowanie {\displaystyle (3\uparrow 4=3^{4}),} dla {\displaystyle n=2} tetrację, dla {\displaystyle n=3} pentację itd. (ang. n-hyperoperation).

### Przykłady
{\displaystyle 3\uparrow \uparrow 3=3\uparrow 3\uparrow 3=3^{3^{3}}=7625597484987}
{\displaystyle 3\uparrow \uparrow \uparrow 5=3\uparrow \uparrow (3\uparrow \uparrow (3\uparrow \uparrow (3\uparrow \uparrow 3)))=3\uparrow \uparrow 3\uparrow \uparrow 3\uparrow \uparrow 3\uparrow \uparrow 3}
{\displaystyle 3\uparrow ^{3}3=3\uparrow \uparrow \uparrow 3=3\uparrow \uparrow (3\uparrow \uparrow \uparrow 2)=3\uparrow \uparrow (3\uparrow \uparrow 3)=3\uparrow \uparrow (3\uparrow 3\uparrow 3)=3\uparrow \uparrow (3\uparrow 3^{3})=3\uparrow \uparrow (3^{3^{3}})}

## Opis notacji
Dla skrócenia zapisu dużą ilość strzałek zastępuje się ich liczbą umieszczoną po prawej stronie strzałki w indeksie górnym:
{\displaystyle a\uparrow \uparrow \uparrow b=a\uparrow ^{3}b}
{\displaystyle a\uparrow \uparrow \uparrow \uparrow b=a\uparrow ^{4}b}
{\displaystyle a\ \underbrace {\uparrow \uparrow \ldots \uparrow \uparrow } _{n\ {\text{razy}}}\ b=a\uparrow ^{n}b}

## Konstrukcja
{\displaystyle a\uparrow ^{1}b=a\times a\times \ldots \times a}
{\displaystyle a\uparrow ^{2}b=a\uparrow a\uparrow \ldots \uparrow a}
{\displaystyle a\uparrow ^{3}b=a\uparrow \uparrow a\uparrow \uparrow \ldots \uparrow \uparrow a}
{\displaystyle a\uparrow ^{4}b=a\uparrow \uparrow \uparrow a\uparrow \uparrow \uparrow \ldots \uparrow \uparrow \uparrow a}
{\displaystyle a\uparrow ^{n}b=a\uparrow ^{n-1}a\uparrow ^{n-1}\dots \uparrow ^{n-1}a}
gdzie {\displaystyle a} występuje po prawej stronie równań zawsze dokładnie {\displaystyle b} razy.

## Inne przykłady
- {\displaystyle a\uparrow 1=a^{1}=a.}

{\displaystyle a\uparrow \uparrow 1=a\uparrow (a\uparrow \uparrow 0)=a\uparrow 1=a,}
{\displaystyle a\uparrow ^{n+1}1=a\uparrow ^{n}(a\uparrow ^{n+1}0)=a\uparrow ^{n}1,}
a stąd indukcyjnie uzasadniamy, że {\displaystyle a\uparrow ^{n}1=a} dla wszystkich {\displaystyle n\in \mathbb {N} .}
- {\displaystyle 2\uparrow 2=2^{2}=4,}

{\displaystyle 2\uparrow \uparrow 2=2\uparrow (2\uparrow \uparrow 1)=2\uparrow 2=4,}
{\displaystyle 2\uparrow ^{n+1}2=2\uparrow ^{n}(2\uparrow ^{n+1}1)=2\uparrow ^{n}2}
i stąd indukcyjnie uzasadniamy, że {\displaystyle 2\uparrow ^{n}2=4} dla wszystkich {\displaystyle n\in \mathbb {N} .}

## Liczba Grahama
Oznaczmy {\displaystyle G_{1}=3\uparrow ^{4}3.} Wtedy {\displaystyle G_{2}=3\uparrow ^{G_{1}}3,} {\displaystyle G_{3}=3\uparrow ^{G_{2}}3,} itd. Liczbę {\displaystyle G_{64}} nazywamy liczbą Grahama.